# Jalisco Open
Il Jalisco Open è stato un torneo professionistico di tennis giocato sul cemento che faceva parte dell'ATP Challenger Tour. Si giocava annualmente a Guadalajara in Messico.
Miguel Ángel Reyes Varela ha il record di titoli vinti nel doppio, con due trofei, mentre nel singolare nessuno è riuscito a doppiare il proprio successo.

## Albo d'oro

### Singolare
| Anno | Campione           | Finalista             | Score            |
| ---- | ------------------ | --------------------- | ---------------- |
| 2011 | Paul Capdeville    | Pierre-Ludovic Duclos | 7–5, 6–1         |
| 2012 | Thiago Alves       | Paolo Lorenzi         | 6–3, 7–6(4)      |
| 2013 | Alex Bogomolov Jr. | Rajeev Ram            | 2–6, 6–3, 6–1    |
| 2014 | Gilles Müller      | Denis Kudla           | 6–2, 6–2         |
| 2015 | Rajeev Ram         | Jason Jung            | 6–1, 6–2         |
| 2016 | Malek Jaziri       | Stéphane Robert       | 5–7, 6–3, 7–6(5) |
| 2017 | Mirza Bašić        | Denis Shapovalov      | 6–4, 6–4         |
| 2018 | Marcelo Arévalo    | Christopher Eubanks   | 6–4, 5–7, 7–6(4) |

### Doppio
| Anno | Campioni                                      | Finalisti                                   | Score               |
| ---- | --------------------------------------------- | ------------------------------------------- | ------------------- |
| 2011 | Vasek Pospisil Bobby Reynolds                 | Pierre-Ludovic Duclos Ivo Klec              | 6–4, 6(6)–7, [10–6] |
| 2012 | James Cerretani Adil Shamasdin                | Tomasz Bednarek Olivier Charroin            | 7–6(5), 6–1         |
| 2013 | Marin Draganja Mate Pavić                     | Samuel Groth John-Patrick Smith             | 5–7, 6–2, [13–11]   |
| 2014 | César Ramírez Miguel Ángel Reyes Varela (2)   | Andre Begemann Matthew Ebden                | 6–4, 6–2            |
| 2015 | Austin Krajicek Rajeev Ram                    | Marcelo Demoliner Miguel Ángel Reyes Varela | 7–5, 4–6, [10–6]    |
| 2016 | Gero Kretschmer Alexander Satschko            | Santiago González Mate Pavić                | 6–3, 4–6, [10–2]    |
| 2017 | Santiago González Artem Sitak                 | Luke Saville John-Patrick Smith             | 6–3, 1–6, [10–5]    |
| 2018 | Marcelo Arévalo Miguel Ángel Reyes Varela (1) | Brydan Klein Ruan Roelofse                  | 7–6(3), 7–5         |